# Aeroportul Municipal Dansville
Aeroportul Municipal Dansville (IATA: DSV, ICAO: KDSV, FAA LID: DSV) este un aeroport din New York, Statele Unite ale Americii ce deservește zona Dansville⁠(d). A fost numit după zona deservită.
Situat la o altitudine de 202 m, aeroportul dispune de 1 pistă.

## Infrastructură

### Piste
Aeroportul dispune de o singură pistă. Pista 14/32 are suprafața de asfalt și dimensiunile 3.500 picioare × 100 picioare. 